# Emanuel Christa (Geologe)
Emanuel Christa (* 15. März 1874 in Kaufbeuren; † 27. Februar 1948 in Hammer am Schliersee) war ein deutscher Geologe und Mineraloge. Er war Professor für Mineralogie und Kristallographie an der Universität Erlangen.

## Leben
Emanuel Christa studierte erst Jura, dann Mineralogie. 1893 wurde er Mitglied des Corps Germania München. Nach dem Studium wurde er zum Dr. phil. promoviert. 1922 habilitierte er sich in Würzburg. Er war dort Privatdozent und ab 1934 außerordentlicher Professor in Erlangen. Er starb bei einem Unfall am Schliersee.
Von ihm stammt eine geologische Karte des oberen Zemmgrundes (um die Berliner Hütte in den Zillertaler Alpen), an der er 10 Jahre arbeitete.
Als Bergsteiger war er 1901 Erstbesteiger des nach ihm benannten Turms im Wilden Kaiser. Er war zu Forschungen in Persien.

## Schriften
- Das Greiner-Schwarzensteingebiet der Zillertaler Alpen in geologisch-petrographischer Betrachtung. In: Veröffentlichungen des Museum Ferdinandeum, Jahrgang 1933, Heft 15, S. 1–114
- Das Gebiet des Oberen Zemmgrundes in den Zillertaler Alpen. Jb. Geol. d. B. A. Wien, H. 3 u. 4, 1931, S. 533–635.
- Der Schwanberg im Steigerwald. Eine geologische Studie mit einer geologischen Karte M. 1:12500, Verlag von Piloty & Loehle, München 1925
- Routen-Führer durch das Heiterwandgebiet, 1914